# 小行星5609
小行星5609（英語：5609 Stroncone）是一颗围绕太阳公转的小行星。1993年3月22日，A. Vagnozzi在斯特龙科内发现了此天体。
这颗小行星的绝对星等为289.6212851048412等。